# Adlerzia froggatti
Adlerzia froggatti – gatunek mrówki z podrodziny Myrmicinae, należący do monotypowego rodzaju Adlerzia. Występuje w Australii.